# Solveig Wikström
Solveig Ragnborg Wikström, född Johansson 3 september 1931 i Jomala, är en finlandssvensk företagsekonom bosatt is Sverige. Hon är professor emerita med inriktning mot företagsstrategi och konsumtion vid Företagsekonomiska institutionen på Stockholms universitet. Hon invaldes 1986 som ledamot av Kungliga Ingenjörsvetenskapsakademien. Sedan 1993 är hon utländsk ledamot av Finska Vetenskaps-Societeten.
Wikström var kvinnlig pionjär som styrelseproffs i Sverige och hon var medlem av Marknadsdomstolen 1980–1990. I svenska massmedier har Wikström ofta varit tillfrågad expertkommentator i konsumentfrågor.

## Utmärkelser
- Söderbergska handelspriset 1999